# 瑞峰花園
瑞峰花園（英語：Julimount Garden）位於香港新界沙田大圍顯泰街1-5, 8-12號，是一個私人屋苑，亦是香港少數未曾建成的政府宿舍項目，於1987年落成，共設256個住宅單位。

## 歷史
屋苑一帶用地於1960年代初時，曾為香港中文大學之擬定校址，當中此屋苑用地用作興建聯合書院。然而，中大最後改於馬料水現址設校，原定校址則改為住宅用地。
政府於1981年6月推出現址住宅用地招標，除興建私人住宅外，亦需為政府代建200伙高級公務員宿舍。及後，用地由長江實業、香港置地及利興置業合組的財團投得。
然而，由於樓市自1982年起下跌，此屋苑於同年完成地基工程後隨即「爛尾」，發展商後來更有意將地皮交還政府，另香港置地亦因財困，於1984年退出此項目。
隨著政府於1985年批准修改地契，以將項目內四座公務員宿舍用地交還，屋苑僅餘樓宇於翌年獲批復工。直至1987年1月，此屋苑獲批預售，並於同年6月入伙。

## 樓宇及設施
屋苑現時分為兩幅用地，各設有3座樓宇，並於基座設停車場，另第4座設有名為「旭輝商場」的街舖。此外，包括泳池、球場及活動室等康樂設施，均設於屋苑平台。
| 樓宇座號 | 落成年份 | 住宅層數 |
| -------- | -------- | -------- |
| 第1座    | 1987年   | 18層     |
| 第2座    | 1987年   | 20層     |
| 第3座    | 1987年   | 21層     |
| 第4座    | 1987年   | 22層     |
| 第5座    | 1987年   | 24層     |
| 第6座    | 1987年   | 26層     |

## 圖片集

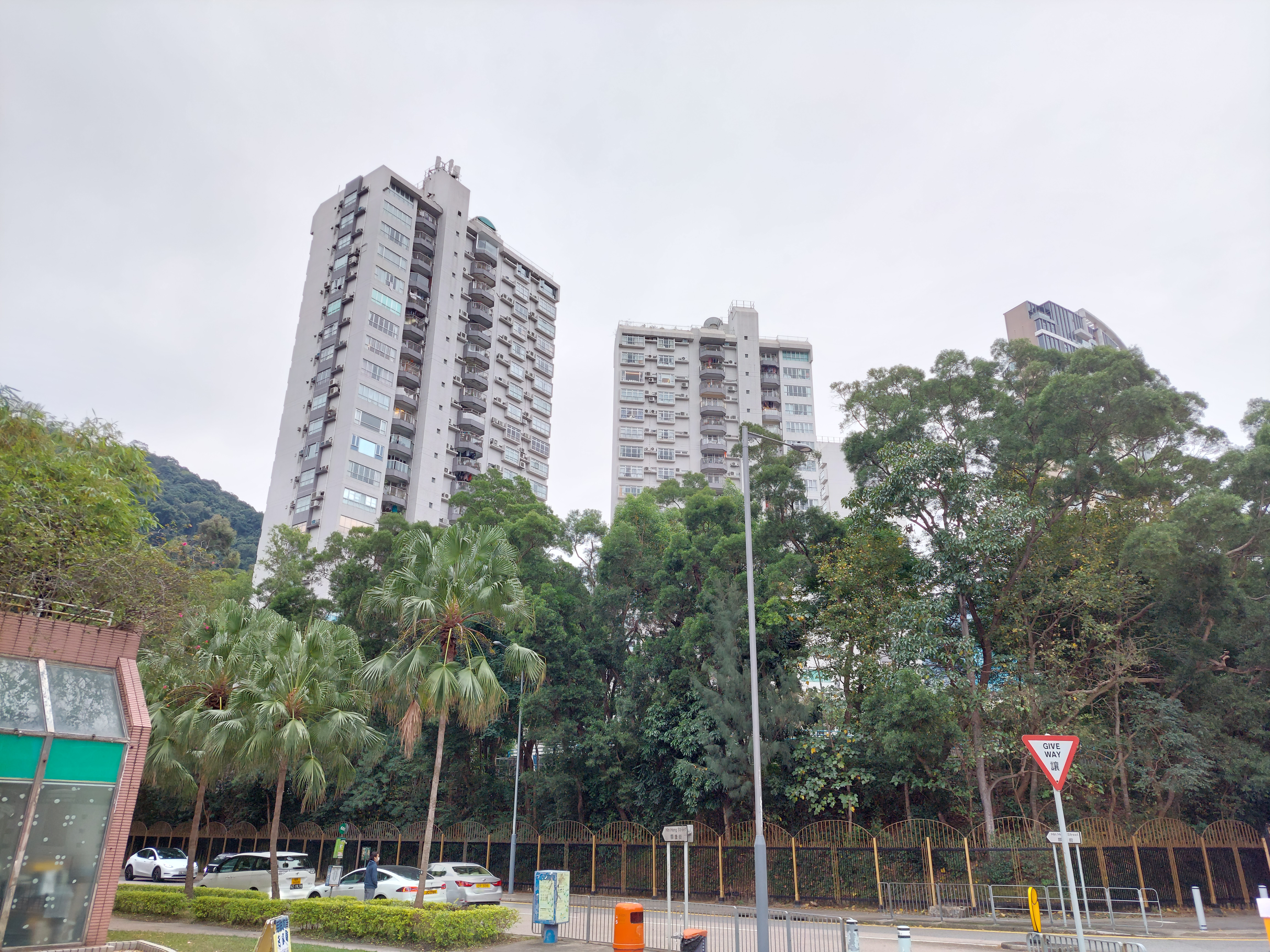
第1-3座
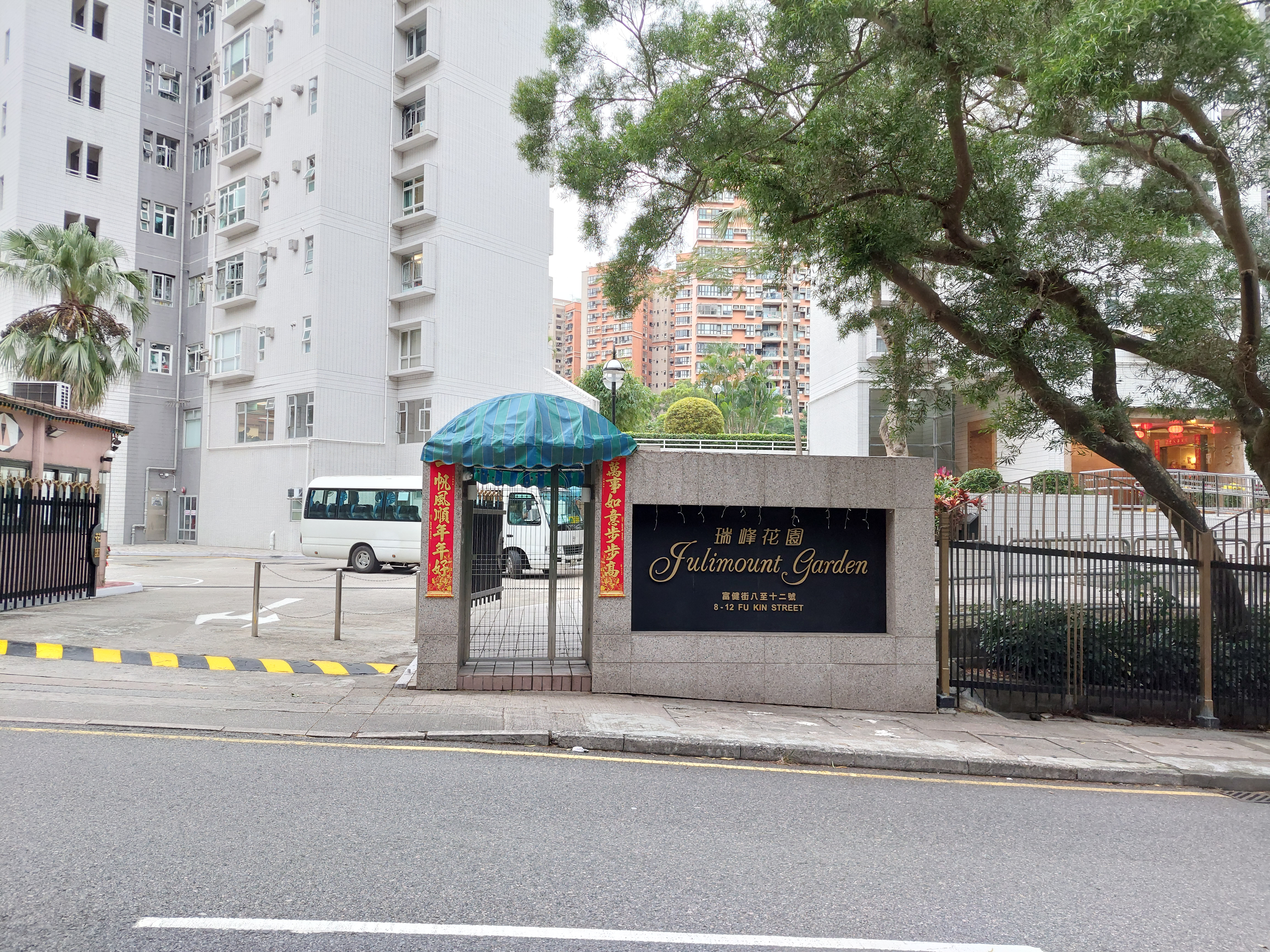
第1-3座車輛出入口
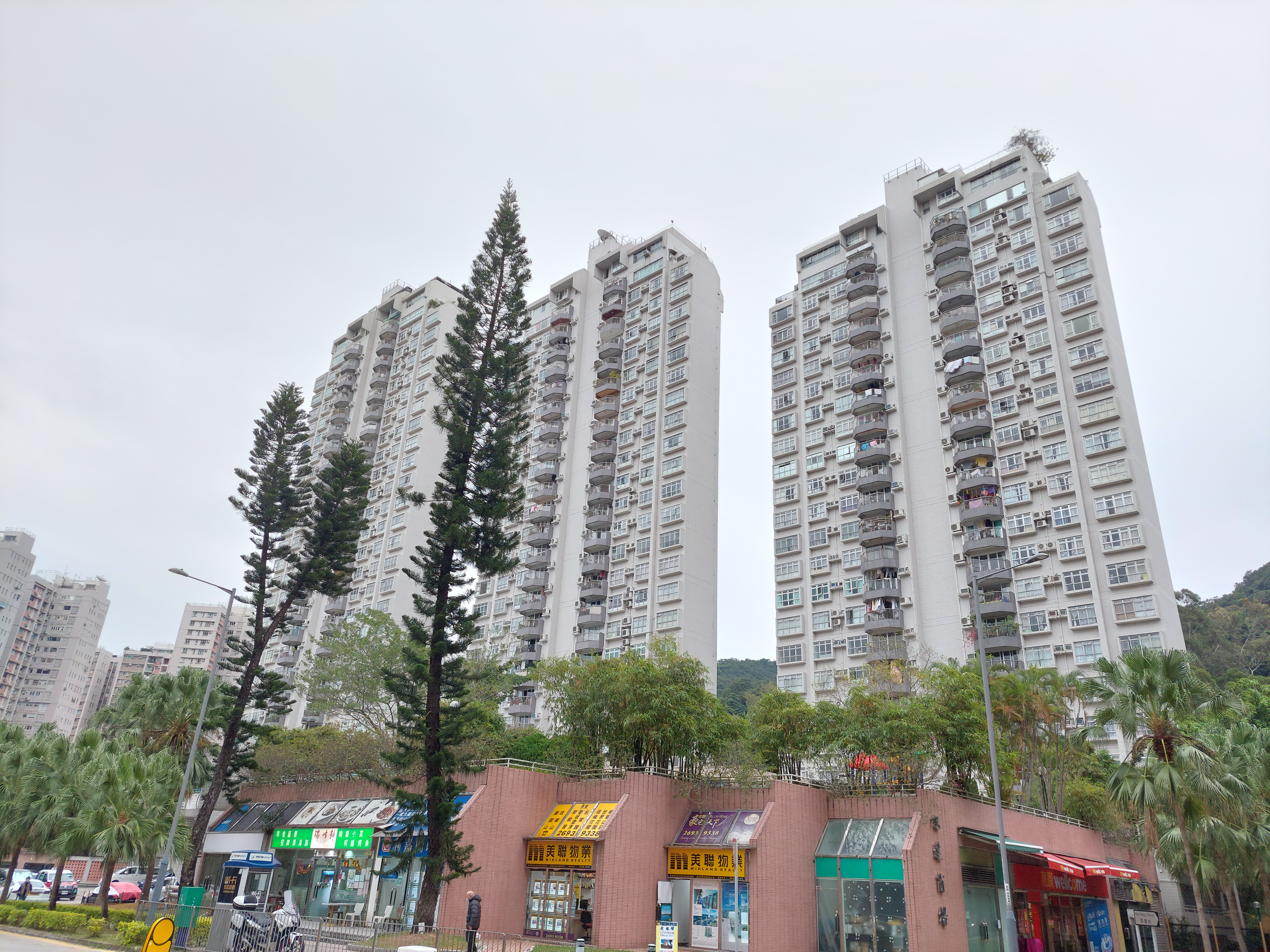
設於另一幅用地的第4-6座，下方為「旭輝商場」

## 事件
- 2021年8月30日，一名90歲老婦在此屋苑泳池遇溺，送院後不治[13]。
- 2023年5月，無綫電視節目《東張西望》揭發此屋苑管理處在修葺天花時懷疑偷工減料，導致涉事單位再受樓上漏水影響。然而，管理公司否認有此問題，而樓上另一單位業主亦沒有回應[14]。

## 著名業主/前業戶
- 李少光：前保安局局長[15]
- 鄧竟成：前警務處處長
- 劉吳惠蘭：前商務及經濟發展局局長
- 張宇人：立法會功能組別議員（飲食界）
- 薛永恒：前創新及科技局局長[16]

## 註解
1. ↑  原訂為10座
2. ↑  後來退出
3. ↑  已交還部分現為聚龍居。
4. ↑  原為第8座[10]
5. ↑  原為第9座[10]
6. ↑  原為第10座[10]